# Янінув (Бжезінський повіт)
Янінув (пол. Janinów) — село в Польщі, у гміні Бжезіни Бжезінського повіту Лодзинського воєводства.
У 1975-1998 роках село належало до Скерневицького воєводства.